# Greatest Hits (Styx)
Greatest Hits è un album di raccolta del gruppo rock statunitense Styx, pubblicato nel 1995.

## Tracce
1. Lady '95 (Re-recorded for the compilation) – 3:05 (Dennis DeYoung)
2. The Best of Times – 4:18 (DeYoung)
3. Lorelei – 3:22 (DeYoung, James Young)
4. Too Much Time on My Hands – 4:33 (Tommy Shaw)
5. Babe – 4:24 (DeYoung)
6. Fooling Yourself (The Angry Young Man) – 5:28 (Shaw)
7. Show Me the Way – 4:36 (DeYoung)
8. Renegade – 4:14 (Shaw)
9. Come Sail Away – 6:05 (DeYoung)
10. Blue Collar Man (Long Nights) – 4:06 (Shaw)
11. The Grand Illusion – 4:35 (DeYoung)
12. Crystal Ball – 4:32 (Shaw)
13. Suite Madame Blue – 6:33 (DeYoung)
14. Miss America – 5:02 (Young)
15. Mr. Roboto – 5:30 (DeYoung)
16. Don't Let It End – 4:54 (DeYoung)

## Formazione
- Dennis DeYoung - tastiera, voce
- Tommy Shaw - chitarra, voce
- James Young - chitarra, voce
- Chuck Panozzo - basso, voce
- John Panozzo - batteria
- John Curulewski - chitarra (in Lorelei e Suite Madame Blue)
- Glen Burtnik - chitarra (in Show Me the Way)